# Jean Valette (architecte)
 (septembre 2021).
Si vous disposez d'ouvrages ou d'articles de référence ou si vous connaissez des sites web de qualité traitant du thème abordé ici, merci de compléter l'article en donnant les références utiles à sa vérifiabilité et en les liant à la section « Notes et références ».
Pour les articles homonymes, voir Jean Valette et Valette.
Jean Pierre Joseph Valette, né le 29 mars 1876 à Castelnau-le-Lez (Hérault) et mort le 14 avril 1961 à Toulouse, est un architecte français.

## Biographie
Jean Valette nait à Castelnau-le-Lez. Il est le fils de Victor Valette, directeur de la Compagnie des tramways électriques de Montpellier (CTEM), filiale de la Compagnie générale de traction, et de Pauline Laroque. Il fréquente d'abord l'École des beaux-arts de Toulouse, où il est l'élève de Pierre Esquié.
En 1899, il entre à l'École des beaux-arts de Paris, où il fréquente l'atelier de Victor Laloux, et dont il sort diplômé en 1906. Il exerce d'abord comme architecte à Paris jusqu'en 1907, puis il part pendant neuf ans aux États-Unis, dans le cadre d'échanges entre étudiants français et américains. Il visite entre autres New York, Philadelphie, San Francisco. Il rentre en France en 1916, où il est mobilisé à la suite du déclenchement de la Première Guerre mondiale. Il sert d'abord comme brigadier dans l'aéronautique sur le front d'Orient.
En 1918, il est à Paris dans le service des fabrications de l'aviation.
En 1919, il s'installe à Toulouse, où il s'associe à Barthélémy Guitard. Il devient architecte pour plusieurs institutions publiques et entreprises privées, tels la Banque de France, la Chambre de commerce, la Société générale et la Caisse du Crédit agricole, le Canal du Midi, l'Institut de la Faculté des sciences et des hospices civils. Il construit également des logements pour les particuliers. Il épouse Raphaëlle Cardelli, fille de l'architecte italien Giovanni Cardelli.
En 1941, il est membre du conseil régional de l'Ordre des architectes en 1941, et représentant du conseil régional à Vichy. Il est fait officier de la Couronne d'Italie.
À partir de 1950, il s'associe à son fils, l'architecte Hervé Valette. Il meurt à Toulouse le 14 avril 1961.

## Œuvres
- 1919-1920 : extension du palais consulaire (no 1 rue d'Alsace-Lorraine) ;
- 1924 : maison (no 34 avenue François-Frizac) ;
- 1926 : maison (no 26 rue des Pyrénées) ;
- 1929 : villa des Palmiers (no 16 rue Bégué-David) ;
- 1931 : thermes de Couloubret (Ax-les-Thermes, Ariège) ;
- 1931 : immeuble (no 61 allée des Demoiselles) ;
- 1932 : extension de l'immeuble Maurette-Ponsalle (no 21 allée Frédéric-Mistral) ;
- 1933 : maison (no 14 rue des Pyrénées) ;
- 1934 : immeuble Jourdet, lotissement Gontaut-Biron (no 4 square Boulingrin).  Inscrit MH (2018, façades et toitures) et  Patrimoine XXe siècle (2017)[1],[2] ;
- 1935 : immeuble Valette, lotissement Gontaut-Biron (no 2 square Boulingrin).  Inscrit MH (2018, façades et toitures) et  Patrimoine XXe siècle (2017)[3],[4] ;
- 1935 : immeuble, lotissement Gontaut-Biron (no 1 rue des Potiers).  Inscrit MH (2018, façades et toitures) et  Patrimoine XXe siècle (2017)[5],[6] ;
- 1938 : maison-atelier Valette (no 2 allée des Demoiselles) ;
- 1941 : hôtel Ours Blanc (no 3 rue d'Austerlitz) ;
- 1943 : immeuble (no 16 bis allées Forain-François-Verdier) ;
- 1950-1951 : maisons Benéteau et Chalvignac (no 12 bis-12 ter rue Escoussières-Montgaillard) ;
- 1957 : surélévation d'un immeuble (no 3 allées Forain-François-Verdier).

Immeuble Valette (no 2 square Boulingrin).
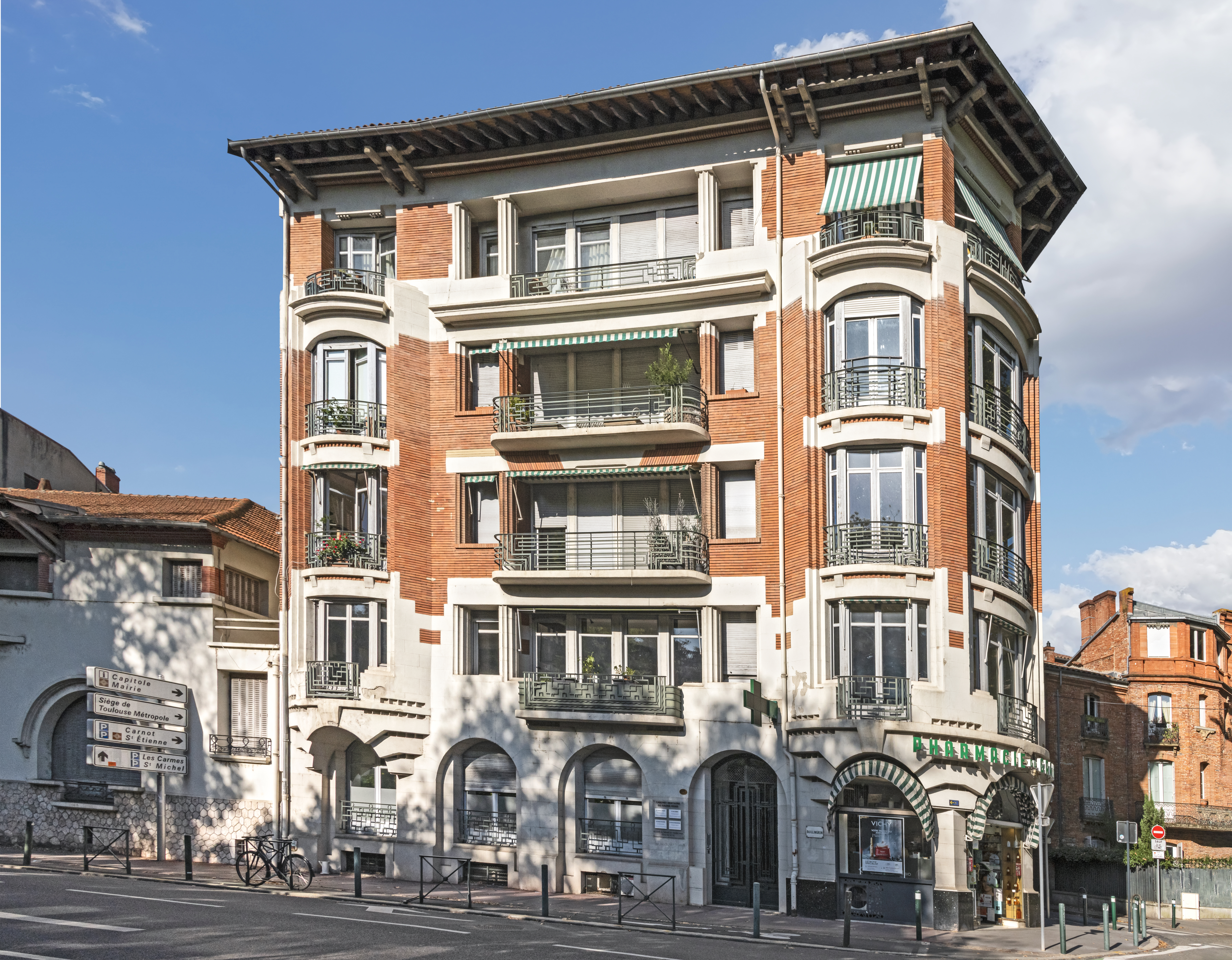
Immeuble Jourdet (no 4 square Boulingrin).